# NGC 7040
NGC 7040 is een spiraalvormig sterrenstelsel in het sterrenbeeld Veulen. Het hemelobject werd op 18 augustus 1882 ontdekt door de Amerikaanse astronoom Mark Walrod Harrington (1848-1926).

## Synoniemen
- UGC 11701
- MCG 1-54-4
- ZWG 401.8
- IRAS 21108+0839
- PGC 66366